# 김노운
김노운(金魯雲)은 대한민국의 공무원이다. 제29대 병무청 차장을 지냈다.

## 학력
- 대구공업고등학교 졸업
- 계명전문대학 경영학과
- 한국방송통신대학교 법학과
- 성균관대학교 행정대학원 행정학과

## 경력
- 2005.07~2007.01 광주전남지방병무청장
- 2007.01~2008.01 중앙공무원교육원 교육파견
- 2008.01~2009.04 인천경기지방병무청장
- 2009.04~2011.12 병무청 입영동원국장
- 2012.01~2014.02 대전충남지방병무청장
- 2014.02~2014.11 병무청 사회복무국장
- 2014.11.19~2016.06.15 제 29대 병무청 차장

## 참고
| 전임 정환식 | 제29대 병무청 차장 2014년 11월 19일 ~ 2016년 6월 15일 | 후임 이상진 |